# 中華民國—阿曼關係
中華民國與無官方外交關係，但於對方首都互設具大使館功能的代表機構。

## 政治

### 外交

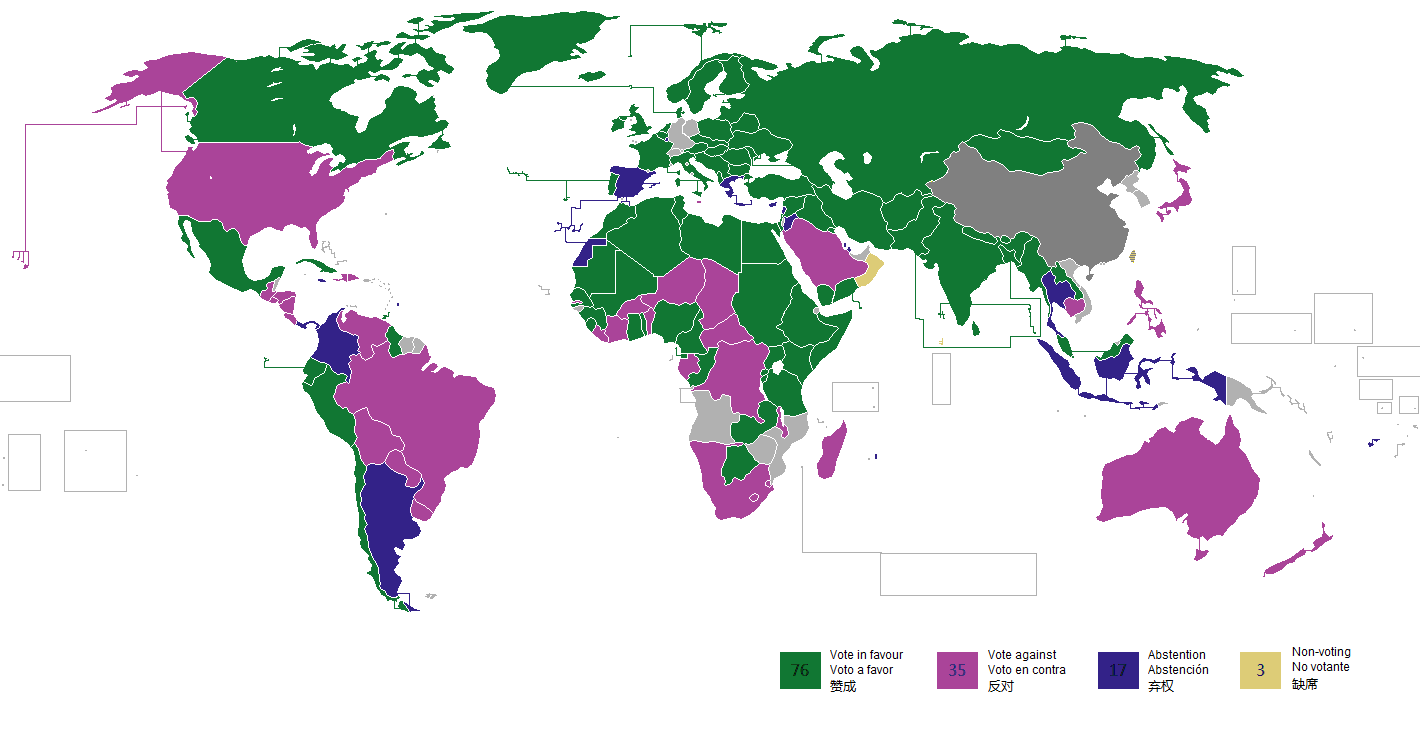
黃色國家表示在1971年的投票中對於中華民國續留聯合國一案缺席，即《聯合國大會2758號決議》，其中包括阿曼。

1987年2月23日，簽署《中華民國郵政總局與阿曼蘇丹國郵政總局間國際快捷郵件服務備忘錄》。

#### 人員互訪（1999年至今）：
阿曼：加法爾親王（Jeiffer bin Seif Al Said）、高等教育部部長、商業暨工業部次長、人力部職訓次長、國家諮議會經濟委員會主席、宮廷財務長、宮廷事務部皇家藝術學會會長、全國商工總會副會長、宗教事務部部長顧問、宗教事務部出版委員會主委、世貿中心執行長。
中華民國：經濟部中小企業處處長、台灣中油公司董事長、證券櫃台買賣中心總經理。

### 代表機構
1977年1月11日，中華民國於阿曼首都馬斯喀特設立具大使館功能的駐阿曼王國商務代表團，3月31日正式成立。1979年4月27日關閉，9月6日改設立遠東貿易中心駐阿曼代表處（Representativeˊs Office, Far East Trade Service Muscat, Sultanate of Oman），1991年7月1日更名為駐阿曼王國臺北經濟文化辦事處（Taipei Economic and Cultural Office, Muscat, Oman）。
1991年10月1日，阿曼於中華民國首都台北設立類似功能的阿曼王國駐華商務辦事處（Commercial Office of the Sultanate of Oman-Taiwan），12月10日舉行開幕酒會。目前已更名為阿曼王國臺北商務辦事處（Sultanate of Oman Commercial Office in Taipei）。

#### 事件
2020年7月30日，前中華民國總統李登輝逝世，阿曼駐台處長蘇利門·阿默蓋瑞（Sulaiman Sultan Salim AL-Mughairy）致函中華民國外交部表示哀悼。

## 經濟

### 貿易
由阿曼政府持股51%的阿曼液化天然氣公司（Oman LNG）近期與亞洲合作夥伴日本、韓國、臺灣、印度研議進行天然氣擴產計畫。
| 年分 | 貿易總額      | 貿易總額 | 貿易總額 | 出口至阿曼  | 出口至阿曼 | 出口至阿曼 | 自阿曼進口    | 自阿曼進口 | 自阿曼進口 | 順逆差 |
| 年分 | 金額          | 年增減   | 排名     | 金額        | 年增減     | 排名       | 金額          | 年增減     | 排名       | 順逆差 |
| ---- | ------------- | -------- | -------- | ----------- | ---------- | ---------- | ------------- | ---------- | ---------- | ------ |
| 2017 | 1,521,304,396 | ▲17.1%   | 35       | 119,324,971 | ▼16.2%     | 66         | 1,401,979,425 | ▲21.2%     | 28         | 逆差▲  |
| 2018 | 2,526,498,967 | ▲66.1%   | 27       | 480,465,427 | ▲302.7%    | 38         | 2,046,033,540 | ▲45.9%     | 23         | 逆差▲  |
| 2019 | 1,532,919,270 | ▼39.3%   | 33       | 132,516,425 | ▼72.4%     | 61         | 1,400,402,845 | ▼31.6%     | 28         | 逆差▼  |
| 2020 | 774,680,181   | ▼49.5%   | 46       | 56,335,027  | ▼57.5%     | 83         | 718,345,154   | ▼48.7%     | 37         | 逆差▼  |
| 2021 | 1,853,684,008 | ▲139.3%  | 33       | 80,834,987  | ▲43.5%     | 76         | 1,772,849,021 | ▲146.8%    | 28         | 逆差▲  |
| 2022 | 2,860,241,862 | ▲54.3%   | 31       | 102,486,294 | ▲26.8%     | 74         | 2,757,755,568 | ▲55.6%     | 23         | 逆差▲  |
| 2023 | 2,504,212,443 | ▼12.4%   | 31       | 75,378,582  | ▼26.5%     | 76         | 2,428,833,861 | ▼11.9%     | 23         | 逆差▼  |
| 2024 | 2,618,297,548 | ▲4.6%    | 30       | 294,521,827 | ▲290.7%    | 46         | 2,323,775,721 | ▼4.3%      | 27         | 逆差▼  |

2023年的兩國貿易項目如下：
出口至阿曼的前10大項目為：小客車與其他主要設計供載客之機動車輛；多元羧酸及其酐、鹵化物、过氧化物與过氧酸，其鹵化、磺化、硝化或亞硝化衍生物；氯乙烯或其他鹵化烯烃之聚合物；聚縮醛、环氧树脂、醇酸樹脂、聚碳酸酯、聚丙烯酯與其他聚酯、聚醚；電話機（包括智能手机），以及其他傳輸或接收聲音、圖像之有線或无线网络通訊器具；機器、工廠或實驗室設備；橡膠或塑料加工機或以此類原料製造產品之機械；機動車輛所用之零件與附件；自行車或機動車輛用之電氣照明或信號設備、擋風板刮刷器、去霜或去霧器；其他铜製品等。
自阿曼進口的前10大項目為：石油原油與自瀝青質礦物提出之原油；石油氣與其他氣態碳氫化合物；非環醇與其鹵化、磺化、硝化或亞硝化衍生物；未經塑性加工铝；乙烯之聚合物；不適於人類食用之肉、魚、甲殼類、软体动物或其他水產无脊椎动物；石油與提自瀝青礦物之油類（原油除外）、以石油或瀝青質礦物為基本成份之未列名製品、廢油；丙烯或其他烯烴之聚合物；铁或非合金鋼之半製品；合金鐵等。

### 投資
根據中華民國經濟部投資審議司統計，截至2023年6月，尚無臺商赴阿曼投資；阿曼赴臺灣總投資金額約44.8萬美元，計有3件。
在阿曼經營的臺商數量不多，多從事照明燈具、珠寶貴金屬、漁產採購等進出口貿易業務，業務量平穩。唯一較大型企業為中鼎工程於阿曼北部索哈爾地區設有分公司，承接當地石化廠相關工程案。2022年11月，臺灣大同公司與阿曼合資公司Voltamp Power SAOC在阿曼共同發表中东第一台自製400kV-500MVA電力变压器，該變壓器除了為阿曼升級400kV輸變電站外，也有機會與中東其他國家進行電網串聯。阿曼對中華民國並無任何歧視或不合理待遇，但阿曼市場以大型公共建設、石油暨天然氣為主，一般產品市場規模有限，多數台商仍多透過杜拜的转口贸易商與阿曼業者進行交易。

### 合作／會展
2011年12月11日，阿曼警政署與台灣龍德造船簽約承造巡邏艇，這是台商首次與阿曼簽署造船契約。
2015年11月，阿曼國營煉油暨石油工業公司宣佈台灣中鼎工程與美國芝加哥橋樑鋼鐵公司（CB&I）共同獲得蒸汽石油裂解裝置設備的統包設計及採購工程案合約，總值28億美元。
臺灣漁船業者與阿曼政府簽署漁業合作協定，因此經常前往阿曼水域作業捕撈。
中華民國對外貿易發展協會（外貿協會）駐杜拜台灣貿易中心，為增進雙邊的經貿往來，在駐阿曼台北經濟文化辦事處的協助下，近年皆於阿曼首都與第1大城馬斯喀特、第2大城塞拉萊、工業城蘇哈爾等地舉辦台灣商品型錄展（Taiwan Catalogue Show）。計有醫療器械、運動用品、紡織品、機電產品、電腦周邊、消費電子產品及食品等，並有多家阿曼當地業者參與，對台灣產品在阿曼的知名度及形象的提升有所助益。
截至2023年，在阿曼無臺商或僑商組織，亦無臺灣的金融機構。

## 交流

### 文化
台灣舉辦過多次有關阿曼文化的展覽，例如「阿曼美食文化暨藝術節」、「阿曼伊斯蘭教福音展」等。
2014年2月，台灣藝術家首度參加阿曼全國性的「2014年馬斯喀特文化節」（Muscat Festival）。10月，阿曼皇家藝術學會首度參加台北的「駐市畫家計畫」。

## 簽證

持中華民國護照的中華民國國民簽證要求分布圖：入境阿曼可以電子簽證／落地簽證。

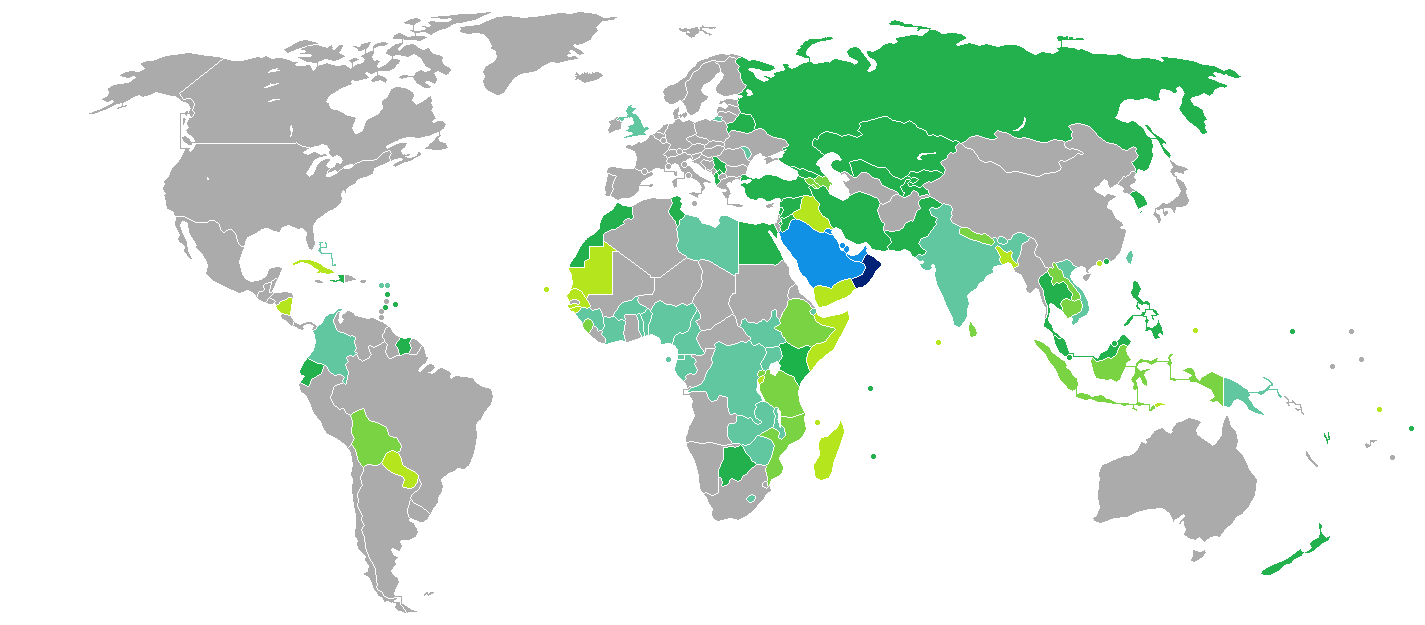
持阿曼護照的阿曼人口簽證要求分布圖：入境中華民國可以電子簽證。

兩國國民皆須申請簽證方可入境對方國家。持有中華民國護照的中華民國國民可登入阿曼皇家警察署網站申請無需保證人之觀光電子簽證，單次簽證停留最多1個月，可延期1次；1年多次簽證每次停留最多1個月，不可延期。亦可於抵達阿曼的國際機場時，申請落地簽證，停留最多1個月。搭乘郵輪入境48小時可以免簽證，經阿曼轉機無須申辦過境簽證。
持有阿曼護照的阿曼國民也可以電子簽證入境中華民國，停留最多30天並不得延期。

## 交通

### 航空

#### 客運
兩國無直航班機，可經由（不計航點遠近，截至2023年6月19日）：
- 臺北→廣州、馬尼拉、吉隆坡、曼谷、普吉、雅加達、德里[註 5]、杜拜、伊斯坦堡、倫敦、巴黎、米蘭、慕尼黑、法蘭克福、阿姆斯特丹、布拉格（2023年7月18日開航臺北），再轉機前往阿曼的國際機場（英语：List of airports in Oman）。
- 台中→廣州→阿曼。
- 高雄→廣州、馬尼拉、吉隆坡、曼谷→阿曼。

### 駕車
在阿曼短期停留3個月可持國際駕駛執照，若長期停留則須考試取得阿曼駕駛執照。

## 外部連結
| - 中華民國外交部－阿曼王國簡介 （页面存档备份，存于） - 駐阿曼王國台北經濟文化辦事處（Facebook、Twitter） - 外交部領事事務局－國外旅遊警示分級表 - 中華民國衛生福利部－國際旅遊疫情建議等級 - 中華民國國際經濟合作協會 （页面存档备份，存于） | - 阿曼王國臺北商務辦事處（Facebook） |